# Rick Germanson
Richard „Rick“ Germanson (* 29. Mai 1972 in Milwaukee) ist ein US-amerikanischer Jazzmusiker (Piano, auch Orgel).

## Leben und Wirken
Germanson begann schon früh mit dem Klavierspiel und wuchs in der Jazzszene Milwaukees auf. Er studierte am Wisconsin Conservatory of Music in Milwaukee und schloss 1996 mit einem Bachelor der University of Wisconsin ab. Im selben Jahr erhielt er bei der Jazz Piano Competition den Großen Preis der American Pianists’ Association; anschließend zog er nach New York City. Dort besuchte er 1998 das Masterprogramm der Manhattan School of Music und studierte bei Jaki Byard.
1999 entstanden erste Aufnahmen mit George Gee and the Jump sowie Jivin’ Wailers Swing Orchestra. Unter eigenem Namen spielte er 2001 für Fresh Sound New Talent sein Debütalbum Heights ein, an dem Brian Lynch, John Webber, George Fludas und Luis Diaz mitwirkten. In den folgenden Jahren arbeitete er mit einem eigenen Trio, mit dem er in Jazzclubs der Stadt wie dem Smoke, Smalls, The Kitano und im Fat Cat auftrat; weitere Engagements hatte er im Blues Alley in Washington D.C.
Zwischen 2003 und 2008 tourte er mit Pat Martino. Zudem spielte er in The Cannonball Legacy Band (mit Louis Hayes) und arbeitete mit Russell Malone, Papo Vázquez, Lance Bryant, Jeremy Pelt, Wayne Escoffery, Elvin Jones, Joe Chambers, Regina Carter, George Coleman, Tom Harrell, Slide Hampton, Frank Morgan, Eric Alexander, Frank Lacy, Jimmy Cobb, T. S. Monk, Steve Nelson, Marlena Shaw, Kevin Mahogany, Grady Tate, Steve Davis, Donald Harrison, Jim Rotondi, Duane Eubanks, Charles McPherson, Charles Davis, Craig Handy, Cecil Payne, Carolyn Leonhart und der Bigband Mingus Dynasty. Zu hören ist er auf Russell Malones Album Time for the Dancers (2017).
Des Weiteren unterrichtete Germanson an der New York University, Juilliard School, Jazz at Lincoln Center, am New Jersey Performing Arts Center und am McNally-Smith College of Music in St. Paul. Gegenwärtig (2019) lehrt er als Senior Artist Teacher Jazz-Piano am Jackie McLean Institute der The Hartt School of Music an der University of Hartford.
Im Bereich des Jazz war er zwischen 1999 und 2017 an 43 Aufnahmesessions beteiligt.

## Diskographische Hinweise
- You Tell Me (Fresh Sound, 2005), mit Gerald Cannon, Ralph Peterson
- Off the Cuff (Owl, 2009), mit Gerald Cannon, Louis Hayes
- Live at Smalls, Featuring Dr. Eddie Henderson (SmallsLIVE, 2013), mit Eddie Henderson, Paul Gill, Lewis Nash
- Russell Malone, Rick Germanson, Luke Sellick, Willie Jones III: All About Melody (High Note 2016)